# Такелма (язык)
Такелма — исчезнувший изолированный язык, распространённый до XIX в. среди индейцев племени такелма.

## Диалекты
- латгава, юго-запад Орегона вдоль верховий реки Роуг
- нижний такелма, юго-запад Орегона, Роуг-Вэлли (долина реки Роуг)

Возможно, существовал отдельный диалект кау-крик, распространённый на юго-западе Орегона вдоль рек Южная Умпква, Миртл-Крик и Кау-Крик.

## Генеалогические связи
Моррис Сводеш объединял язык такелма с калапуянскими языками в такелма-калапуянскую макросемью. Исследование Тарпента и Кендалла показывает несостоятельность данной гипотезы ввиду крайне различной морфологической структуры такелма и калапуянских языков. Эдвард Сепир (Sapir, 1921) предлагал включить такелма, калапуянские и ряд других языков в пенутийскую макросемью.

## Фонология

### Согласные
|                       |                            | Билабиальные согласные | Альвеолярные согласные | Альвеолярные согласные | Постальвеолярные согласные или палатальные согласные | Велярные согласные | Велярные согласные | Глоттальные согласные |
| Центральные согласные | Латеральные согласные      | Билабиальные согласные | Звонкие согласные      | Звонкие согласные      | Постальвеолярные согласные или палатальные согласные |                    |                    | Глоттальные согласные |
| Плозивные согласные   | Неаспирированные согласные | p                      | t                      |                        |                                                      |                    | k                  | ʔ                     |
| Плозивные согласные   | Аспирированные согласные   | pʰ                     | tʰ                     |                        |                                                      |                    | kʰ                 |                       |
| Плозивные согласные   | Эйективные согласные       | pʼ                     | tʼ                     |                        |                                                      |                    | kʼ                 |                       |
| Аффрикаты             | Эйективные согласные       |                        | ʦ’                     |                        | ʧ’                                                   |                    |                    |                       |
| Фрикативные согласные | Фрикативные согласные      |                        | s                      | ɬ                      | ʃ                                                    |                    | x                  | h                     |
| Назальные согласные   | Назальные согласные        | m                      | n                      |                        |                                                      |                    |                    |                       |
| Щелевые согласные     | Щелевые согласные          |                        |                        | l                      | j                                                    | w                  | ʍ                  |                       |

## Числительные
- mì:ʔskaʔ — один
- kà:ʔm — два
- xìpiní — три
- kamkàm — четыре
- dé:hal — пять
- haʔi: mìʔs — шесть
- haʔi: kà:ʔm — семь
- haʔi: xín — восемь
- haʔi: kó — девять
- ìxti: l — десять